# حسن شاهوارپور
حسن شاهوارپور (زادهٔ ۱۳۴۱ صفی‌آباد، دزفول) سرتیپ سپاه پاسداران انقلاب اسلامی است، که هم‌اکنون به‌عنوان فرمانده سپاه ولی عصر خوزستان فعالیت می‌کند. وی در سال ۱۳۵۹ به سپاه پاسداران انقلاب اسلامی پیوست و در طول جنگ ایران و عراق از اعضای این نهاد بود. او از عوامل قتل‌عام ماهشهر است. ۲۸ دی ۱۳۹۸ وزارت خارجه آمریکا حسن شاهوارپور را به دلیل سرکوب و کشتار مردم ماهشهر تحریم کرد. ۱۲ آوریل ۲۰۲۱ اتحادیه اروپا وی را به دلیل سرکوب مردم و نقض حقوق بشر در ایران تحریم کرد. ۱۸ مهر ۱۴۰۱ دولت بریتانیا، حسن شاهوارپور را تحریم کرد.

## زندگی‌نامه
حسن شاهوارپور به سالِ ۱۳۴۱ در صفی‌آباد، دزفول، استان خوزستان زاده شد. وی از فرماندهان واحدهای لشکر هفت زرهی ولیعصر در دوران جنگ ایران و عراق بود و در هشت سال جنگ حضور داشت. برادر او، امیر شاهوارپور در جنگ ایران و عراق کشته‌شد. شاهوارپور بعد از پایان جنگ به فرماندهی تیپ حجت، فرماندهی بسیج خوزستان، جانشینی لشکر هفت، فرماندهی لشکر هفت و سرانجام در سال ۱۳۸۸ به فرماندهی سپاه استانی ولی‌عصر منصوب شد.

## سوابق
- فرمانده منطقه مقاومت بسیج خوزستان
- فرمانده تیپ ۵۱ زرهی حضرت حجت
- معاون هماهنگ‌کننده فرمانده لشکر ۷ زرهی ولی عصر
- جانشین فرمانده لشکر ۷ زرهی ولی عصر
- فرمانده سپاه ولی عصر خوزستان

## تحریم‌ها
وزارت خارجه آمریکا در ۲۸ دی ماه ۱۳۹۸ (۱۸ ژانویه ۲۰۲۰) حسن شاهوارپور را به دلیل آنچه مسئولیت او در سرکوب اعتراضات آبان ۱۳۹۸ و کشتار ۱۴۸ نفر در ماهشهر خواند، تحریم کرد.
بر اساس بیانیه وزارت امور خارجه ایالات متحده آمریکا، نیروهای تحت امر حسن شاهوارپور معترضانی را که در حال فرار بودند محاصره کردند، به گلوله بستند و نیزارهایی را که مردم در آن پنهان شده بودند به آتش کشیدند.
 اتحادیه اروپا در ۱۲ آوریل ۲۰۲۱ را به دلیل سرکوب اعتراض‌های آبان ۹۸ و نقض حقوق بشر در ایران تحریم کرد و در لیست تحریم خود قرار داد. اقدامات تحریمی شامل محدودیت سفر و توقیف اموال وی در اروپا است.
 روز دوشنبه ۱۸ مهر ۱۴۰۱ دولت بریتانیا، حسن شاهوارپور را به دلیل مشارکت در سرکوب خشونت‌آمیز اعتراضات آبان ۱۳۹۸ تحریم کرد.